# Scutellospora aurigloba
Scutellospora aurigloba är en svampart som först beskrevs av I.R. Hall, och fick sitt nu gällande namn av C. Walker & F.E. Sanders 1986. Scutellospora aurigloba ingår i släktet Scutellospora och familjen Gigasporaceae.   Inga underarter finns listade i Catalogue of Life.